# 2017–2018-as UEFA-bajnokok ligája
A 2017–2018-as UEFA-bajnokok ligája a legrangosabb európai nemzetközi labdarúgókupa, mely jelenlegi nevén 26., jogelődjeivel együttvéve 63. alkalommal került kiírásra. A döntőnek a kijevi Olimpiai Stadion adott otthont. A győztes részt vett a 2018-as UEFA-szuperkupa döntőjében, ahol az ellenfele a 2017–2018-as Európa-liga győztese, a spanyol Atlético Madrid volt, valamint a 2018-as FIFA-klubvilágbajnokságra is kijutott. A BL-t a spanyol Real Madrid nyerte, egymás után harmadszor, valamint története során 13. alkalommal.

## A besorolás rendszere
A 2017–2018-as UEFA-bajnokok ligájában az Európai Labdarúgó-szövetség (UEFA) 54 tagországának 79 csapata vett részt (Liechtenstein nem rendezett bajnokságot). Az országonként indítható csapatok számát, illetve a csapatok selejtezőköri besorolását az UEFA ország-együtthatója alapján végezték.
A 2017–2018-as UEFA-bajnokok ligájában országonként indítható csapatok száma
- az 1–3. helyen rangsorolt országok négy csapatot,
- a 4–6. helyen rangsorolt országok három csapatot,
- a 7–15. helyen rangsorolt országok két csapatot,
- a 16–55. helyen rangsorolt országok (kivéve Liechtenstein) egyaránt egy-egy csapatot indíthattak.
- A BL 2016–2017-es és az EL 2016–2017-es kiírásának győztesének a csoportkörben biztosítottak helyet. A BL győztese a bajnokságban elfoglalt helyezése alapján is indulási jogot szerzett, ezért a BL címvédőjének kvótáját nem használták fel. Az EL győztese a bajnokságban elfoglalt helyezése alapján nem szerzett indulási jogot, ezért a EL címvédőjének kvótáját felhasználták, a 2016–2017-es EL győztese a csoportkörben indulhatott.

### Rangsor
A 2017–2018-as UEFA-bajnokok ligája kiosztott helyeihez a 2016-os ország-együtthatót vették alapul, amely az országok csapatainak teljesítményét vette figyelembe a 2011–12-es szezontól a 2015–16-osig.
Az együtthatótól függetlenül, a következő megjegyzéssel indulási jogot szerzők:
- EL – 2016–2017-es Európa-liga győztese

| Hely. | Szövetség     | Koeff.  | Cs | Mj      |
| ----- | ------------- | ------- | -- | ------- |
| 1.    | Spanyolország | 105,713 | 4  |         |
| 2.    | Németország   | 80,177  | 4  |         |
| 3.    | Anglia        | 76,284  | 4  | +1 (EL) |
| 4.    | Olaszország   | 70,439  | 3  |         |
| 5.    | Portugália    | 53,082  | 3  |         |
| 6.    | Franciaország | 52,749  | 3  |         |
| 7.    | Oroszország   | 51,082  | 2  |         |
| 8.    | Ukrajna       | 44,883  | 2  |         |
| 9.    | Belgium       | 40,000  | 2  |         |
| 10.   | Hollandia     | 35,563  | 2  |         |
| 11.   | Törökország   | 34,600  | 2  |         |
| 12.   | Svájc         | 33,775  | 2  |         |
| 13.   | Csehország    | 32,925  | 2  |         |
| 14.   | Görögország   | 29,700  | 2  |         |
| 15.   | Románia       | 25,383  | 2  |         |
| 16.   | Ausztria      | 25,100  | 1  |         |
| 17.   | Horvátország  | 23,875  | 1  |         |
| 18.   | Lengyelország | 22,500  | 1  |         |
| 19.   | Ciprus        | 22,175  | 1  |         |

| Hely. | Szövetség        | Koeff. | Cs | Mj |
| ----- | ---------------- | ------ | -- | -- |
| 20.   | Fehéroroszország | 20,000 | 1  |    |
| 21.   | Svédország       | 19,875 | 1  |    |
| 22.   | Norvégia         | 19,250 | 1  |    |
| 23.   | Izrael           | 18,625 | 1  |    |
| 24.   | Dánia            | 18,600 | 1  |    |
| 25.   | Skócia           | 17,300 | 1  |    |
| 26.   | Azerbajdzsán     | 14,875 | 1  |    |
| 27.   | Szerbia          | 14,625 | 1  |    |
| 28.   | Kazahsztán       | 14,125 | 1  |    |
| 29.   | Bulgária         | 13,125 | 1  |    |
| 30.   | Szlovénia        | 13,125 | 1  |    |
| 31.   | Szlovákia        | 12,000 | 1  |    |
| 32.   | Liechtenstein    | 10,500 | 0  |    |
| 33.   | Magyarország     | 9,875  | 1  |    |
| 34.   | Moldova          | 9,125  | 1  |    |
| 35.   | Izland           | 8,750  | 1  |    |
| 36.   | Grúzia           | 8,125  | 1  |    |
| 37.   | Finnország       | 7,400  | 1  |    |

| Hely. | Szövetség           | Koeff. | Cs | Mj |
| ----- | ------------------- | ------ | -- | -- |
| 38.   | Bosznia-Hercegovina | 7,125  | 1  |    |
| 39.   | Albánia             | 6,625  | 1  |    |
| 40.   | Macedónia           | 6,000  | 1  |    |
| 41.   | Írország            | 5,450  | 1  |    |
| 42.   | Lettország          | 5,375  | 1  |    |
| 43.   | Luxemburg           | 5,250  | 1  |    |
| 44.   | Montenegró          | 4,875  | 1  |    |
| 45.   | Litvánia            | 4,625  | 1  |    |
| 46.   | Észak-Írország      | 4,500  | 1  |    |
| 47.   | Észtország          | 4,250  | 1  |    |
| 48.   | Örményország        | 4,125  | 1  |    |
| 49.   | Feröer              | 3,625  | 1  |    |
| 50.   | Málta               | 3,583  | 1  |    |
| 51.   | Wales               | 3,500  | 1  |    |
| 52.   | Gibraltár           | 1,000  | 1  |    |
| 53.   | Andorra             | 0,999  | 1  |    |
| 54.   | San Marino          | 0,333  | 1  |    |
| 55.   | Koszovó             | 0,000  | 1  |    |

### Lebonyolítás
A torna lebonyolítása az alábbi volt.
|                                      |                                      | A szakaszban bekapcsolódó csapatok | Az előző forduló továbbjutói                                                      |
| ------------------------------------ | ------------------------------------ | --- | --------------------------------------------------------------------------------- |
| 1. selejtezőkör (10 csapat)          | 1. selejtezőkör (10 csapat)          | - 10 bajnok a 46–55. helyen rangsorolt bajnokságokból |                                                                                   |
| 2. selejtezőkör (34 csapat)          | 2. selejtezőkör (34 csapat)          | - 29 bajnok a 16–45. helyen rangsorolt bajnokságokból (kivéve Liechtenstein) | - 5 győztes az 1. selejtezőkörből                                                 |
| 3. selejtezőkör                      | Bajnoki ág (20 csapat)               | - 3 bajnok a 13–15. helyen rangsorolt bajnokságokból | - 17 győztes a 2. selejtezőkörből                                                 |
| 3. selejtezőkör                      | Nem bajnoki ág (10 csapat)           | - 9 második a 7–15. helyen rangsorolt bajnokságokból - 1 harmadik a 6. helyen rangsorolt bajnokságból                                                                                                  |                                                                                   |
| Rájátszás                            | Bajnoki ág (10 csapat)               | | - 10 győztes a 3. selejtezőkör bajnoki ágáról                                     |
| Rájátszás                            | Nem bajnoki ág (10 csapat)           | - 2 harmadik a 4–5. helyen rangsorolt bajnokságokból - 3 negyedik az 1–3. helyen rangsorolt bajnokságokból                                                                                             | - 5 győztes a 3. selejtezőkör nem bajnoki ágáról                                  |
| Csoportkör (32 csapat)               | Csoportkör (32 csapat)               | - 12 bajnok az 1–12. helyen rangsorolt bajnokságokból - 6 második az 1–6. helyen rangsorolt bajnokságokból - 3 harmadik az 1–3. helyen rangsorolt bajnokságokból - A 2016–2017-es Európa-liga győztese | - 5 győztes a rájátszás bajnoki ágáról - 5 győztes a rájátszás nem bajnoki ágáról |
| Egyenes kieséses szakasz (16 csapat) | Egyenes kieséses szakasz (16 csapat) | | - 8 csoportgyőztes - 8 csoportmásodik                                             |

### Csapatok
A 2017–2018-as UEFA-bajnokok ligájában csapatok vettek részt. Zárójelben a csapat bajnokságban elért helyezése olvasható.
| Csoportkör               | Csoportkör             | Csoportkör               | Csoportkör                     |
| ------------------------ | ---------------------- | ------------------------ | ------------------------------ |
| Real MadridCV (1.)       | Chelsea (1.)           | FC Porto (2.)            | Feyenoord (1.)                 |
| FC Barcelona (2.)        | Tottenham Hotspur (2.) | AS Monaco (1.)           | Beşiktaş JK (1.)               |
| Atlético de Madrid (3.)  | Manchester City (3.)   | Paris Saint-Germain (2.) | FC Basel (1.)                  |
| Bayern München (1.)      | Juventus (1.)          | Szpartak Moszkva (1.)    | Manchester United (EL-győztes) |
| RB Leipzig (2.)          | AS Roma (2.)           | Sahtar Doneck (1.)       |                                |
| Borussia Dortmund (3.)   | Benfica (1.)           | Anderlecht (1.)          |                                |
| Rájátszás                |                        |                          |                                |
| Bajnoki ág               | Nem bajnoki ág         | Nem bajnoki ág           | Nem bajnoki ág                 |
|                          | Sevilla FC (4.)        | Liverpool FC (4.)        | Sporting CP (3.)               |
| TSG 1899 Hoffenheim (4.) | SSC Napoli (3.)        |                          |                                |
| 3. selejtezőkör          |                        |                          |                                |
| Bajnoki ág               | Nem bajnoki ág         | Nem bajnoki ág           | Nem bajnoki ág                 |
| Slavia Praha (1.)        | OGC Nice (3.)          | Ajax (2.)                | AÉK (2.)                       |
| Olimbiakósz (1.)         | CSZKA Moszkva (2.)     | İstanbul Başakşehir (2.) | FCSB (2.)                      |
| Viitorul Constanța (1.)  | Dinamo Kijiv (2.)      | Young Boys (2.)          |                                |
|                          | Club Brugge (2.)       | Viktoria Plzeň (2.)      |                                |
| 2. selejtezőkör          |                        |                          |                                |
| Red Bull Salzburg (1.)   | FC København (1.)      | Budapest Honvéd (1.)     | Dundalk FC (1.)                |
| Rijeka (1.)              | Celtic (1.)            | Sheriff Tiraspol (1.)    | Spartaks Jūrmala (1.)          |
| Legia Warszawa (1.)      | Qarabağ (1.)           | FH (1.)                  | F91 Dudelange (1.)             |
| APÓEL (1.)               | Partizan (1.)          | SZK Szamtredia (1.)      | Budućnost Podgorica (1.)       |
| BATE Bariszav (1.)       | Asztana FK (1.)        | IFK Mariehamn (1.)       | Žalgiris Vilnius (1.)          |
| Malmö FF (1.)            | Ludogorec Razgrad (1.) | Zrinjski Mostar (1.)     |                                |
| Rosenborg (1.)           | NK Maribor (1.)        | Kukësi (1.)              |                                |
| Hapóél Beér-Seva (1.)    | MŠK Žilina (1.)        | Vardar (1.)              |                                |
| 1. selejtezőkör          |                        |                          |                                |
| Linfield (1.)            | Víkingur Gøta (1.)     | Europa FC (1.)           | Trepça’89 (1.)                 |
| FCI Tallinn (1.)         | Hibernians (1.)        | FC Santa Coloma (1.)     |                                |
| Alashkert (1.)           | The New Saints (1.)    | La Fiorita (1.)          |                                |

## Fordulók és időpontok
| Szakasz        | Forduló        | Sorsolás dátuma              | 1. mérkőzés                              | 2. mérkőzés                              |
| -------------- | -------------- | ---------------------------- | ---------------------------------------- | ---------------------------------------- |
| Selejtezők     | 1. forduló     | 2017. június 19.             | 2017. június 27–28.                      | 2017. július 4–5.                        |
| Selejtezők     | 2. forduló     | 2017. június 19.             | 2017. július 11–12.                      | 2017. július 18–19.                      |
| Selejtezők     | 3. forduló     | 2017. július 14.             | 2017. július 25–26.                      | 2017. augusztus 1–2.                     |
| Selejtezők     | Rájátszás      | 2017. augusztus 4.           | 2017. augusztus 15–16.                   | 2017. augusztus 22–23.                   |
| Csoportkör     | 1. mérkőzésnap | 2017. augusztus 24. (Monaco) | 2017. szeptember 12–13.                  | 2017. szeptember 12–13.                  |
| Csoportkör     | 2. mérkőzésnap | 2017. augusztus 24. (Monaco) | 2017. szeptember 26–27.                  | 2017. szeptember 26–27.                  |
| Csoportkör     | 3. mérkőzésnap | 2017. augusztus 24. (Monaco) | 2017. október 17–18.                     | 2017. október 17–18.                     |
| Csoportkör     | 4. mérkőzésnap | 2017. augusztus 24. (Monaco) | 2017. október 31–november 1.             | 2017. október 31–november 1.             |
| Csoportkör     | 5. mérkőzésnap | 2017. augusztus 24. (Monaco) | 2017. november 21–22.                    | 2017. november 21–22.                    |
| Csoportkör     | 6. mérkőzésnap | 2017. augusztus 24. (Monaco) | 2017. december 5–6.                      | 2017. december 5–6.                      |
| Egyenes kiesés | Nyolcaddöntők  | 2017. december 11.           | 2018. február 13–14., 20–21.             | 2018. március 6–7., 13–14.               |
| Egyenes kiesés | Negyeddöntők   | 2018. március 16.            | 2018. április 3–4.                       | 2018. április 10–11.                     |
| Egyenes kiesés | Elődöntők      | 2018. április 13.            | 2018. április 24–25.                     | 2018. május 1–2.                         |
| Egyenes kiesés | Döntő          | 2018. április 13.            | 2018. május 26., Olimpiai Stadion, Kijev | 2018. május 26., Olimpiai Stadion, Kijev |

## Selejtezők
A selejtezőben a csapatokat kiemeltekre és nem kiemeltekre osztották a 2017-es UEFA klub-együtthatója alapján. Azonos országból érkező csapatok nem játszhattak egymással. A kialakult párosításokban a csapatok oda-visszavágós mérkőzést játszottak egymással.
Zárójelben a csapatok UEFA-együtthatói olvashatók.

### 1. selejtezőkör
Az 1. selejtezőkörben 10 csapat vett részt. A párosítások győztesei a 2. selejtezőkörbe jutottak.
| Kiemelt csapatok: - The New Saints (5,775) - Linfield (3,650) - Víkingur Gøta (2,950) - Hibernians (2,800) - FC Santa Coloma (2,733) | Nem kiemelt csapatok: - Alashkert (2,525) - La Fiorita (1,566) - Europa FC (1,500) - FCI Tallinn (1,300) - Trepça’89 (0,000) |

Párosítások
Az 1. selejtezőkör sorsolását 2017. június 19-én, 12 órától tartották. Az első mérkőzéseket június 27-én és 28-án, a második mérkőzéseket július 4-én játszották.
| 1. csapat      | Össz.Tooltip Aggregate score | 2. csapat       | 1. mérk. | 2. mérk.   |
| -------------- | ---------------------------- | --------------- | -------- | ---------- |
| Víkingur Gøta  | 6–2                          | Trepça’89       | 2–1      | 4–1        |
| Hibernians     | 3–0                          | FCI Tallinn     | 2–0      | 1–0        |
| Alashkert      | 2–1                          | FC Santa Coloma | 1–0      | 1–1        |
| The New Saints | 4–3                          | Europa FC       | 1–2      | 3–1 (h.u.) |
| Linfield       | 1–0                          | La Fiorita      | 1–0      | 0–0        |

### 2. selejtezőkör
A 2. selejtezőkörben 34 csapat vett részt. A párosítások győztesei a 3. selejtezőkörbe jutottak.
- T: Az 1. selejtezőkörből továbbjutott csapat, a sorsoláskor nem volt ismert.
- A dőlt betűvel írt csapatok az 1. selejtezőkörben egy magasabb együtthatóval rendelkező csapat ellen győztek, és az ellenfél együtthatóját vették figyelembe.

| Kiemelt csapatok: - Celtic (42,785) - Red Bull Salzburg (40,570) - FC København (37,800) - Ludogorec Razgrad (34,175) - BATE Bariszav (29,475) - Legia Warszawa (28,450) - APÓEL (26,210) - NK Maribor (21,125) - Qarabağ (18,050) - Malmö FF (16,945) - Asztana FK (16,800) - Partizan (16,075) - Rijeka (15,550) - Rosenborg (12,665) - Sheriff Tiraspol (11,150) - Hapóél Beér-Seva (10,875) - FH (6,175) | Nem kiemelt csapatok: - MŠK Žilina (5,850) - Žalgiris Vilnius (5,825) - Dundalk FC (5,815) - The New Saints (5,775) (T) - Vardar (5,125) - F91 Dudelange (4,975) - Kukësi (4,550) - Zrinjski Mostar (4,050) - Linfield (3,650) (T) - Budućnost Podgorica (3,300) - Víkingur Gøta (2,950) (T) - Budapest Honvéd (2,900) - Hibernians (2,800) (T) - Alashkert (2,733) (T) - IFK Mariehamn (2,030) - Spartaks Jūrmala (1,975) - SZK Szamtredia (1,525) |

Párosítások
A 2. selejtezőkör sorsolását 2017. június 19-én, 12 órától tartották, az 1. selejtezőkör sorsolása után. Az első mérkőzéseket július 11-én, 12-én és 14-én, a második mérkőzéseket július 18-án és 19-én játszották.
| 1. csapat        | Össz.Tooltip Aggregate score | 2. csapat           | 1. mérk. | 2. mérk.   |
| ---------------- | ---------------------------- | ------------------- | -------- | ---------- |
| APÓEL            | 2–0                          | F91 Dudelange       | 1–0      | 1–0        |
| Žalgiris         | 3–5                          | Ludogorec Razgrad   | 2–1      | 1–4        |
| Qarabağ          | 6–0                          | SZK Szamtredia      | 5–0      | 1–0        |
| Partizan         | 2–0                          | Budućnost Podgorica | 2–0      | 0–0        |
| Hibernians       | 0–6                          | Red Bull Salzburg   | 0–3      | 0–3        |
| Sheriff Tiraspol | 2–2 (i.g.)                   | Kukësi              | 1–0      | 1–2        |
| Spartaks Jūrmala | 1–2                          | Asztana FK          | 0–1      | 1–1        |
| BATE Bariszav    | 4–2                          | Alashkert           | 1–1      | 3–1        |
| MŠK Žilina       | 3–4                          | FC København        | 1–3      | 2–1        |
| Hapóél Beér-Seva | 5–3                          | Budapest Honvéd     | 2–1      | 3–2        |
| Rijeka           | 7–1                          | The New Saints      | 2–0      | 5–1        |
| Malmö FF         | 2–4                          | Vardar              | 1–1      | 1–3        |
| Zrinjski Mostar  | 2–3                          | NK Maribor          | 1–2      | 1–1        |
| Dundalk FC       | 2–3                          | Rosenborg           | 1–1      | 1–2 (h.u.) |
| FH               | 3–1                          | Víkingur Gøta       | 1–1      | 2–0        |
| Linfield         | 0–6                          | Celtic              | 0–2      | 0–4        |
| IFK Mariehamn    | 0–9                          | Legia Warszawa      | 0–3      | 0–6        |

1. ↑  A sorsoláshoz képest a pályaválasztói jogot felcserélték.

### 3. selejtezőkör
A 3. selejtezőkör két ágból állt. A bajnoki ágon 20 csapat, a nem bajnoki ágon 10 csapat vett részt. A párosítások győztesei a rájátszásba jutottak. A bajnoki ág vesztes csapatai az Európa-liga rájátszásába, a nem bajnoki ág vesztes csapatai az Európa-liga rájátszásába kerültek.
- T: A 2. selejtezőkörből továbbjutott csapat, a sorsoláskor nem volt ismert.
- A dőlt betűvel írt csapatok a 2. selejtezőkörben egy magasabb együtthatóval rendelkező csapat ellen győztek, és az ellenfél együtthatóját vették figyelembe.

Bajnoki ág
| Kiemelt csapatok: - Olimbiakósz (64,580) - Celtic (42,785) (T) - Red Bull Salzburg (40,570) (T) - FC København (37,800) (T) - Ludogorec Razgrad (34,175) (T) - BATE Bariszav (29,475) (T) - Legia Warszawa (28,450) (T) - APÓEL (26,210) (T) - NK Maribor (21,125) (T) - Qarabağ (18,050) (T) | Nem kiemelt csapatok: - Vardar (16,945) (T) - Asztana FK (16,800) (T) - Partizan (16,075) (T) - Rijeka (15,550) (T) - Rosenborg (12,665) (T) - Sheriff Tiraspol (11,150) (T) - Hapóél Beér-Seva (10,875) (T) - Slavia Praha (8,135) - FH (6,175) (T) - Viitorul Constanța (5,870) |

Nem bajnoki ág
| Kiemelt csapatok: - Dinamo Kijiv (67,526) - Ajax (67,212) - CSZKA Moszkva (39,606) - Club Brugge (39,480) - FCSB (35,370) | Nem kiemelt csapatok: - Young Boys (28,915) - OGC Nice (16,833) - İstanbul Başakşehir (10,340) - Viktoria Plzeň (40,635) - AÉK (6,580) |

Párosítások
A 3. selejtezőkör sorsolását 2017. július 14-én, 12 órától tartották. Az első mérkőzéseket július 25-én és 26-án, a második mérkőzéseket augusztus 1-jén és 2-án játszották.
| 1. csapat          | Össz.Tooltip Aggregate score | 2. csapat           | 1. mérk. | 2. mérk.   |
| ------------------ | ---------------------------- | ------------------- | -------- | ---------- |
| Bajnoki ág         |                              |                     |          |            |
| Slavia Praha       | 2–2 (i.g.)                   | BATE Bariszav       | 1–0      | 1–2        |
| Asztana FK         | 3–2                          | Legia Warszawa      | 3–1      | 0–1        |
| NK Maribor         | 2–0                          | FH                  | 1–0      | 1–0        |
| Vardar             | 2–4                          | FC København        | 1–0      | 1–4        |
| Celtic             | 1–0                          | Rosenborg           | 0–0      | 1–0        |
| Hapóél Beér-Seva   | 3–3 (i.g.)                   | Ludogorec Razgrad   | 2–0      | 1–3        |
| Viitorul Constanța | 1–4                          | APÓEL               | 1–0      | 0–4 (h.u.) |
| Red Bull Salzburg  | 1–1 (i.g.)                   | Rijeka              | 1–1      | 0–0        |
| Qarabağ            | 2–1                          | Sheriff Tiraspol    | 0–0      | 2–1        |
| Partizan           | 3–5                          | Olimbiakósz         | 1–3      | 2–2        |
| Nem bajnoki ág     |                              |                     |          |            |
| FCSB               | 6–3                          | Viktoria Plzeň      | 2–2      | 4–1        |
| OGC Nice           | 3–3 (i.g.)                   | Ajax                | 1–1      | 2–2        |
| Dinamo Kijiv       | 3–3 (i.g.)                   | Young Boys          | 3–1      | 0–2        |
| AÉK                | 0–3                          | CSZKA Moszkva       | 0–2      | 0–1        |
| Club Brugge        | 3–5                          | İstanbul Başakşehir | 3–3      | 0–2        |

1. ↑  A sorsoláshoz képest a pályaválasztói jogot felcserélték.

## Rájátszás
A rájátszás két ágból állt. A bajnoki ágon és a nem bajnoki ágon is egyaránt 10 csapat vett részt. A párosítások győztesei a csoportkörbe jutottak. A vesztes csapatok az Európa-liga csoportkörébe kerültek.
Bajnoki ág
| Kiemelt csapatok: - Olimbiakósz (64,580) - Celtic (42,785) - FC København (37,800) - APÓEL (26,210) - NK Maribor (21,125) | Nem kiemelt csapatok: - Qarabağ (18,050) - Asztana FK (16,800) - Rijeka (15,550) - Hapóél Beér-Seva (10,875) - Slavia Praha (8,135) |

Nem bajnoki ág
| Kiemelt csapatok: - Sevilla FC (112,999) - SSC Napoli (88,666) - Liverpool FC (56,192) - CSZKA Moszkva (39,606) - Sporting CP (36,866) | Nem kiemelt csapatok: - FCSB (35,370) - Young Boys (28,915) - OGC Nice (16,833) - TSG 1899 Hoffenheim (15,899) - İstanbul Başakşehir (10,340) |

Párosítások
A rájátszás sorsolását 2017. augusztus 4-én, 12 órától tartották. Az első mérkőzéseket augusztus 15-16-án, a második mérkőzéseket augusztus 22-23-án játszották.
| 1. csapat           | Össz.Tooltip Aggregate score | 2. csapat     | 1. mérk. | 2. mérk. |
| ------------------- | ---------------------------- | ------------- | -------- | -------- |
| Bajnoki ág          |                              |               |          |          |
| Qarabağ             | 2–2 (i.g.)                   | FC København  | 1–0      | 1–2      |
| APÓEL               | 2–0                          | Slavia Praha  | 2–0      | 0–0      |
| Olimbiakósz         | 3–1                          | Rijeka        | 2–1      | 1–0      |
| Celtic              | 8–4                          | Asztana FK    | 5–0      | 3–4      |
| Hapóél Beér-Seva    | 2–2 (i.g.)                   | NK Maribor    | 2–1      | 0–1      |
| Nem bajnoki ág      |                              |               |          |          |
| İstanbul Başakşehir | 3–4                          | Sevilla FC    | 1–2      | 2–2      |
| Young Boys          | 0–3                          | CSZKA Moszkva | 0–1      | 0–2      |
| SSC Napoli          | 4–0                          | OGC Nice      | 2–0      | 2–0      |
| TSG 1899 Hoffenheim | 3–6                          | Liverpool FC  | 1–2      | 2–4      |
| Sporting CP         | 5–1                          | FCSB          | 0–0      | 5–1      |

## Csoportkör
A csoportkörben az alábbi 32 csapat vett részt:
- 22 csapat ebben a körben lépett be,
- 10 győztes csapat a UEFA-bajnokok ligája rájátszásából (5 a bajnoki ágról, 5 a nem bajnoki ágról).

A sorsolás előtt a csapatokat 4 kalapba sorolták be, a következők szerint:
- Az 1. kalapba került a UEFA-bajnokok ligája címvédője és a 2016-os ország-együttható szerinti első hét ország bajnokcsapata.[2]
- A 2., 3. és 4. kalapba került a többi csapat, a 2017-es klub-együtthatóik sorrendjében.[7]

A csoportkör sorsolását 2017. augusztus 24-én, 18 órától tartották Monacóban. Nyolc darab, egyaránt négycsapatos csoportot alakítottak ki. Azonos országból érkező csapatok, valamint az orosz és ukrán csapatok nem kerülhettek azonos csoportba.
A csoportokban a csapatok körmérkőzéses, oda-visszavágós rendszerben mérkőztek meg egymással. A játéknapok: szeptember 12–13., szeptember 26–27., október 17–18., október 31–november 1., november 21–22., december 5–6.
A csoportok első két helyezettje az egyenes kieséses szakaszba jutott, a harmadik helyezettek a 2017–2018-as Európa-liga egyenes kieséses szakaszában folytatták, míg az utolsó helyezettek kiestek.
| 1. kalap (rangsor szerint) - Real MadridCV (176,999) - Bayern München (154,899) - Juventus (140,666) - Benfica (111,866) - Chelsea (106,192) - Sahtar Doneck (87,526) - AS Monaco (62,333) - Szpartak Moszkva (18,606) 2. kalap - FC Barcelona (151,999) - Atlético de Madrid (142,999) - Paris Saint-Germain (126,333) - Borussia Dortmund (124,899) - Sevilla FC (112,999) - Manchester City (100,192) - FC Porto (98,866) - Manchester United (95,192) | 3. kalap - SSC Napoli (88,666) - Tottenham Hotspur (77,192) - FC Basel (74,415) - Olimbiakósz (64,580) - Anderlecht (58,480) - Liverpool FC (56,192) - AS Roma (53,666) - Beşiktaş JK (45,840) 4. kalap - Celtic (42,785) - CSZKA Moszkva (39,606) - Sporting CP (36,866) - APÓEL (26,210) - Feyenoord (23,212) - NK Maribor (21,125) - Qarabağ (18,050) - RB Leipzig (15,899) |

### A csoport
| Hely. | Csapat            | M | Gy | D | V | G+ | G– | Gk  | P  | Továbbjutás                                |
| ----- | ----------------- | - | -- | - | - | -- | -- | --- | -- | ------------------------------------------ |
| 1.    | Manchester United | 6 | 5  | 0 | 1 | 12 | 3  | +9  | 15 | Továbbjutott az egyenes kieséses szakaszba |
| 2.    | FC Basel          | 6 | 4  | 0 | 2 | 11 | 5  | +6  | 12 | Továbbjutott az egyenes kieséses szakaszba |
| 3.    | CSZKA Moszkva     | 6 | 3  | 0 | 3 | 8  | 10 | −2  | 9  | Átkerült az Európa-ligába                  |
| 4.    | Benfica           | 6 | 0  | 0 | 6 | 1  | 14 | −13 | 0  |                                            |

### B csoport
| Hely. | Csapat              | M | Gy | D | V | G+ | G– | Gk  | P  | Továbbjutás                                |
| ----- | ------------------- | - | -- | - | - | -- | -- | --- | -- | ------------------------------------------ |
| 1.    | Paris Saint-Germain | 6 | 5  | 0 | 1 | 25 | 4  | +21 | 15 | Továbbjutott az egyenes kieséses szakaszba |
| 2.    | Bayern München      | 6 | 5  | 0 | 1 | 13 | 6  | +7  | 15 | Továbbjutott az egyenes kieséses szakaszba |
| 3.    | Celtic              | 6 | 1  | 0 | 5 | 5  | 18 | −13 | 3  | Átkerült az Európa-ligába                  |
| 4.    | Anderlecht          | 6 | 1  | 0 | 5 | 2  | 17 | −15 | 3  |                                            |

1. 1 2  Egymás elleni eredmény: Paris Saint-Germain 3–0 Bayern München, Bayern München 3–1 Paris Saint-Germain.
2. 1 2  Egymás elleni eredmény: Anderlecht 0–3 Celtic, Celtic 0–1 Anderlecht.

### C csoport
| Hely. | Csapat             | M | Gy | D | V | G+ | G– | Gk  | P  | Továbbjutás                                |
| ----- | ------------------ | - | -- | - | - | -- | -- | --- | -- | ------------------------------------------ |
| 1.    | AS Roma            | 6 | 3  | 2 | 1 | 9  | 6  | +3  | 11 | Továbbjutott az egyenes kieséses szakaszba |
| 2.    | Chelsea            | 6 | 3  | 2 | 1 | 16 | 8  | +8  | 11 | Továbbjutott az egyenes kieséses szakaszba |
| 3.    | Atlético de Madrid | 6 | 1  | 4 | 1 | 5  | 4  | +1  | 7  | Átkerült az Európa-ligába                  |
| 4.    | Qarabağ            | 6 | 0  | 2 | 4 | 2  | 14 | −12 | 2  |                                            |

1. 1 2  Egymás elleni eredmény: Chelsea 3–3 Roma, Roma 3–0 Chelsea.

### D csoport
| Hely. | Csapat       | M | Gy | D | V | G+ | G– | Gk | P  | Továbbjutás                                |
| ----- | ------------ | - | -- | - | - | -- | -- | -- | -- | ------------------------------------------ |
| 1.    | FC Barcelona | 6 | 4  | 2 | 0 | 9  | 1  | +8 | 14 | Továbbjutott az egyenes kieséses szakaszba |
| 2.    | Juventus     | 6 | 3  | 2 | 1 | 7  | 5  | +2 | 11 | Továbbjutott az egyenes kieséses szakaszba |
| 3.    | Sporting CP  | 6 | 2  | 1 | 3 | 8  | 9  | −1 | 7  | Átkerült az Európa-ligába                  |
| 4.    | Olimbiakósz  | 6 | 0  | 1 | 5 | 4  | 13 | −9 | 1  |                                            |

### E csoport
| Hely. | Csapat           | M | Gy | D | V | G+ | G– | Gk  | P  | Továbbjutás                                |
| ----- | ---------------- | - | -- | - | - | -- | -- | --- | -- | ------------------------------------------ |
| 1.    | Liverpool FC     | 6 | 3  | 3 | 0 | 23 | 6  | +17 | 12 | Továbbjutott az egyenes kieséses szakaszba |
| 2.    | Sevilla FC       | 6 | 2  | 3 | 1 | 12 | 12 | 0   | 9  | Továbbjutott az egyenes kieséses szakaszba |
| 3.    | Szpartak Moszkva | 6 | 1  | 3 | 2 | 9  | 13 | −4  | 6  | Átkerült az Európa-ligába                  |
| 4.    | NK Maribor       | 6 | 0  | 3 | 3 | 3  | 16 | −13 | 3  |                                            |

### F csoport
| Hely. | Csapat          | M | Gy | D | V | G+ | G– | Gk | P  | Továbbjutás                                |
| ----- | --------------- | - | -- | - | - | -- | -- | -- | -- | ------------------------------------------ |
| 1.    | Manchester City | 6 | 5  | 0 | 1 | 14 | 5  | +9 | 15 | Továbbjutott az egyenes kieséses szakaszba |
| 2.    | Sahtar Doneck   | 6 | 4  | 0 | 2 | 9  | 9  | 0  | 12 | Továbbjutott az egyenes kieséses szakaszba |
| 3.    | SSC Napoli      | 6 | 2  | 0 | 4 | 11 | 11 | 0  | 6  | Átkerült az Európa-ligába                  |
| 4.    | Feyenoord       | 6 | 1  | 0 | 5 | 5  | 14 | −9 | 3  |                                            |

### G csoport
| Hely. | Csapat      | M | Gy | D | V | G+ | G– | Gk | P  | Továbbjutás                                |
| ----- | ----------- | - | -- | - | - | -- | -- | -- | -- | ------------------------------------------ |
| 1.    | Beşiktaş JK | 6 | 4  | 2 | 0 | 11 | 5  | +6 | 14 | Továbbjutott az egyenes kieséses szakaszba |
| 2.    | FC Porto    | 6 | 3  | 1 | 2 | 15 | 10 | +5 | 10 | Továbbjutott az egyenes kieséses szakaszba |
| 3.    | RB Leipzig  | 6 | 2  | 1 | 3 | 10 | 11 | −1 | 7  | Átkerült az Európa-ligába                  |
| 4.    | AS Monaco   | 6 | 0  | 2 | 4 | 6  | 15 | −9 | 2  |                                            |

### H csoport
| Hely. | Csapat            | M | Gy | D | V | G+ | G– | Gk  | P  | Továbbjutás                                |
| ----- | ----------------- | - | -- | - | - | -- | -- | --- | -- | ------------------------------------------ |
| 1.    | Tottenham Hotspur | 6 | 5  | 1 | 0 | 15 | 4  | +11 | 16 | Továbbjutott az egyenes kieséses szakaszba |
| 2.    | Real Madrid       | 6 | 4  | 1 | 1 | 17 | 7  | +10 | 13 | Továbbjutott az egyenes kieséses szakaszba |
| 3.    | Borussia Dortmund | 6 | 0  | 2 | 4 | 7  | 13 | −6  | 2  | Átkerült az Európa-ligába                  |
| 4.    | APÓEL             | 6 | 0  | 2 | 4 | 2  | 17 | −15 | 2  |                                            |

1. 1 2  Egymás elleni eredmény: APÓEL 1–1 Borussia Dortmund, Borussia Dortmund 1–1 APÓEL (döntetlen állás, az összesített gólkülönbség döntött).

## Egyenes kieséses szakasz
Az egyenes kieséses szakaszban az a 16 csapat vett részt, amelyek a csoportkör során a saját csoportjuk első két helyének valamelyikén végeztek. A nyolcaddöntők sorsolásakor minden párosításnál egy csoportgyőztest (kiemeltek) egy másik csoport második helyezettjével (nem kiemeltek) párosítottak. A nyolcaddöntőben azonos nemzetű együttesek, illetve az azonos csoportból továbbjutó csapatok nem szerepelhettek egymás ellen. A negyeddöntőktől kezdődően nem volt kiemelés és más korlátozás sem.

### Nyolcaddöntők
A nyolcaddöntők sorsolását 2017. december 11-én, 12 órától tartották. Az első mérkőzéseket 2018. február 13. és 21. között, a második mérkőzéseket március 6. és 14. között játszották.
| 1. csapat      | Össz.Tooltip Aggregate score | 2. csapat           | 1. mérk. | 2. mérk. |
| -------------- | ---------------------------- | ------------------- | -------- | -------- |
| Juventus       | 4–3                          | Tottenham Hotspur   | 2–2      | 2–1      |
| FC Basel       | 2–5                          | Manchester City     | 0–4      | 2–1      |
| FC Porto       | 0–5                          | Liverpool FC        | 0–5      | 0–0      |
| Sevilla FC     | 2–1                          | Manchester United   | 0–0      | 2–1      |
| Real Madrid    | 5–2                          | Paris Saint-Germain | 3–1      | 2–1      |
| Sahtar Doneck  | 2–2 (i.g.)                   | AS Roma             | 2–1      | 0–1      |
| Chelsea        | 1–4                          | FC Barcelona        | 1–1      | 0–3      |
| Bayern München | 8–1                          | Beşiktaş JK         | 5–0      | 3–1      |

### Negyeddöntők
A negyeddöntők sorsolását 2018. március 16-án, 12 órától tartották. Az első mérkőzéseket 2018. április 3-án és 4-én, a második mérkőzéseket április 10-én és 11-én játszották.
| 1. csapat    | Össz.Tooltip Aggregate score | 2. csapat       | 1. mérk. | 2. mérk. |
| ------------ | ---------------------------- | --------------- | -------- | -------- |
| FC Barcelona | 4–4 (i.g.)                   | AS Roma         | 4–1      | 0–3      |
| Sevilla FC   | 1–2                          | Bayern München  | 1–2      | 0–0      |
| Juventus     | 3–4                          | Real Madrid     | 0–3      | 3–1      |
| Liverpool FC | 5–1                          | Manchester City | 3–0      | 2–1      |

### Elődöntők
Az elődöntők sorsolását 2018. április 13-án, 13 órától tartották. Az első mérkőzéseket 2018. április 24-én és 25-én, a második mérkőzéseket május 1-jén és 2-án játszották.
| 1. csapat      | Össz.Tooltip Aggregate score | 2. csapat   | 1. mérk. | 2. mérk. |
| -------------- | ---------------------------- | ----------- | -------- | -------- |
| Bayern München | 3–4                          | Real Madrid | 1–2      | 2–2      |
| Liverpool FC   | 7–6                          | AS Roma     | 5–2      | 2–4      |

### Döntő
A döntőt Kijevben az Olimpiai Stadionban játszották. A döntő pályaválasztójának sorsolását 2018. április 13-án tartották, az elődöntők sorsolását követően.
| 2018. május 26. 21:45 (20:45) |

| Real Madrid              | 3–1               | Liverpool FC |
| ------------------------ | ----------------- | ------------ |
| Benzema 51' Bale 64' 83' | (0–0) Jegyzőkönyv | Mané 55'     |

| Olimpiai Stadion, Kijev Játékvezető: Milorad Mažić (szerb) |

| A 2017–2018-as UEFA-bajnokok ligája győztese |
| -------------------------------------------- |
| Real Madrid 13. cím                          |